# Colletto (abbigliamento)

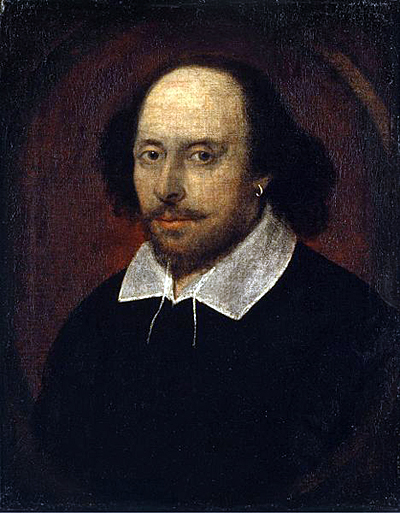
Un ritratto di William Shakespeare, in cui è visibile un colletto nello stile del diciassettesimo secolo.

Il colletto è la parte di una camicia, vestito, cappotto, in quest'ultimo caso detto anche bavero, o altri capi d'abbigliamento, che avvolge o incornicia il collo.
Nella realizzazione del colletto, così come per quella dei polsini, vengono utilizzati gli "interni", ovvero strisce di stoffa dello stesso materiale del resto del capo ma più rigidi. Il colletto può essere munito di tendicollo.

## Colletto staccabile

### Descrizione

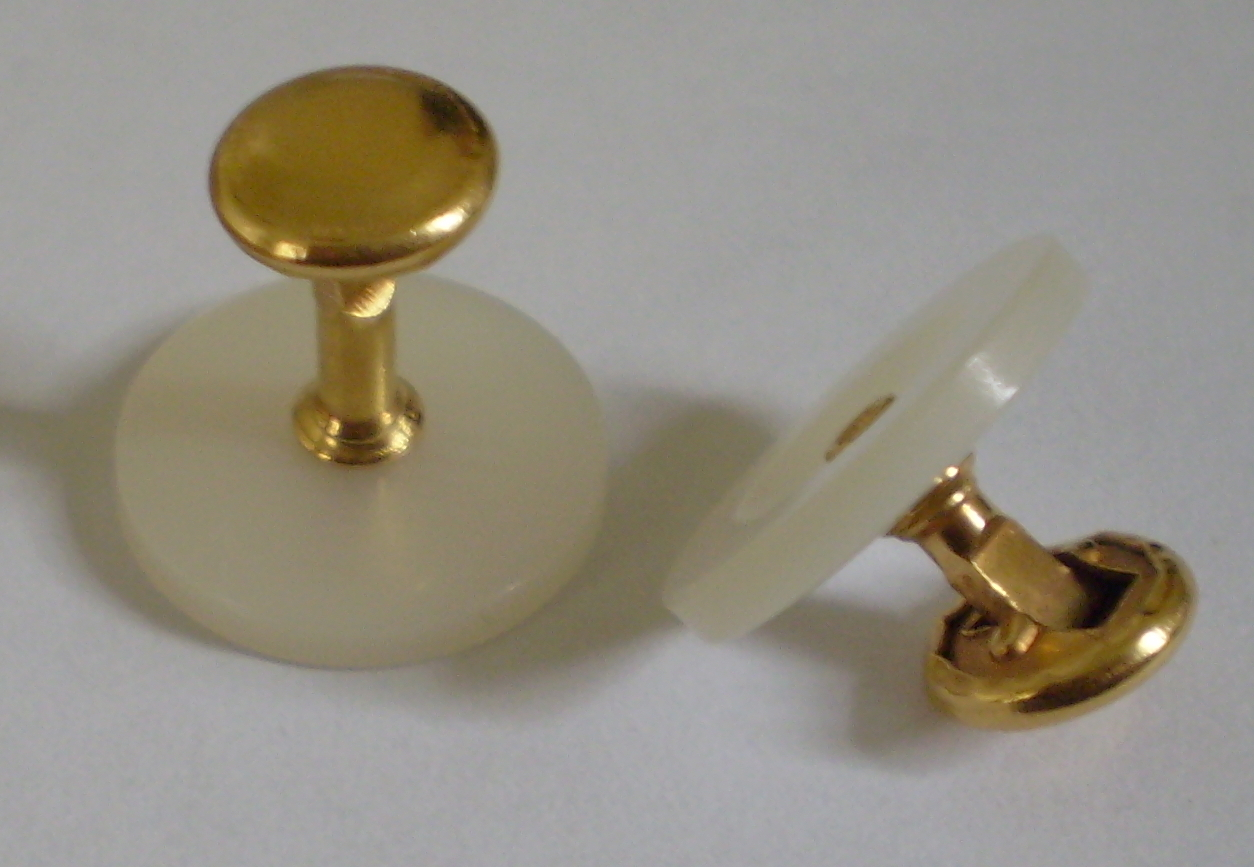
Un paio di bottoncini per colletti staccabili; il più lungo, a sinistra, è quello anteriore

Il colletto staccabile è un colletto da camicia che non è unito alla medesima come nelle normali camicie, ma può essere staccato dalla camicia e trattato a parte. La camicia è di tipo idoneo a ricevere tale colletto. Si tratta di una camicia con apertura superiore "a tunica" (cioè priva di collo) che porta al centro, sia nel lato anteriore che in quello posteriore, una linguetta sporgente verso l'alto contenente un'asola. Il colletto viene attaccato alla parte posteriore della camicia prima di indossarla utilizzando uno dei due bottoncini simili a due gemelli da polsino, ma con le parti piatte di dimensioni diverse ed unite da un elemento corto e rigido. I due bottoncini vengono infilati nelle asole posteriore ed in quelle anteriori (queste a camicia indossata) del colletto, in modo da bloccarlo alla camicia stessa.

### Storia
Si ritiene che esso sia stato inventato da Hannah Montague a Troy, nello stato di New York nel 1827, dopo aver staccato il colletto da una delle camicie del marito per lavarlo e poi averlo riattaccato cucendolo. Esso venne poi commercializzato dal Rev. Ebenezar Brown. La produzione di colletti staccabili e relative camicie divenne un'industria significativa per Troy.

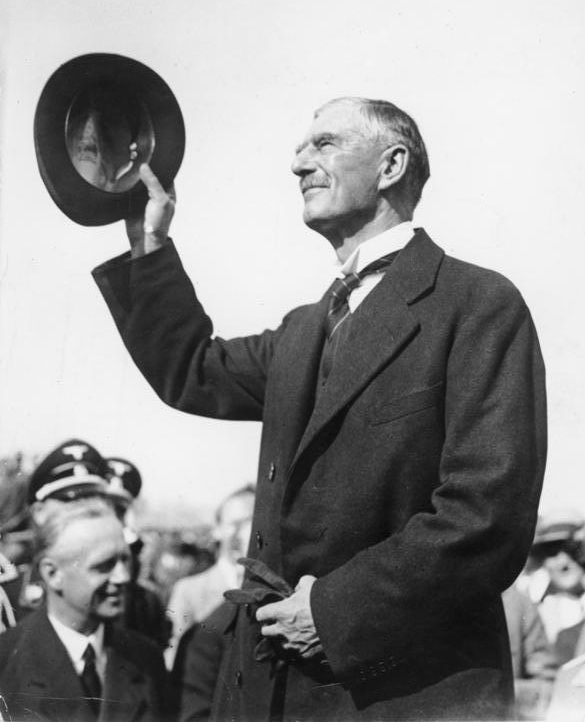
Il Primo ministro inglese Neville Chamberlain arriva alla Conferenza di Monaco il 29 settembre 1938; indossa un colletto distaccabile ad alette anteriori

Successivamente il vantaggio di poter irrigidire parti singole di una camicia inamidandole separatamente divenne palese, ma presto questa tecnica declinò, lasciando solo tale possibilità al colletto.
Il colletto rigido staccabile rimase prerogativa d'uso in particolari situazioni, come ad esempio il caso degli avvocati peroranti in tribunale una causa (Canada, Regno Unito ed Irlanda), che però utilizzano nella parte frontale due bande verticali, o per categorie di personaggi come gli studenti dell'Eton College.

## Uso linguistico per indicare categorie di lavoratori
- Colletto bianco – termine che identifica i lavoratori che svolgono mansioni meno pesanti ma spesso più remunerate
- Colletto blu – termine che identifica i lavoratori che svolgono mansioni più pesanti, come quella dell'operaio
- Colletto rosa – termine che identifica i lavoratori che svolgono mansioni poco pesanti, tipicamente femminili
- Colletto d'oro – termine che identifica le cariche di dirigenza che hanno localizzazione nei maggiori distretti urbani (potere decisionale).